# Comuna Corod, Galați
Corod este o comună în județul Galați, Moldova, România, formată din satele Blânzi, Brătulești, Cărăpcești și Corod (reședința). Se află în Podișul Covurluiului; lângă Corozel; și la o altitudine de 106 m deasupra nivelului mării. Are o suprafață de 105,59 km². Populația este de 7.030 locuitori, determinată în 1 decembrie 2021, prin recensământ, chestionar.

## Așezare
Comuna se află în partea nord-vestică a județului, în Podișul Covurlui. Este străbătută de șoseaua județeană DJ251A, care o leagă spre sud-vest de Matca și spre nord-est de Drăgușeni (unde se termină în DN24D). La Blânzi, din acest drum se ramifică șoseaua județeană DJ251B, care duce spre nord la Cerțești, Bălășești și Bălăbănești (unde se termină în DN24D). Tot din DJ251A, la Corod se ramifică DJ251H, care duce spre sud la Valea Mărului.

## Istorie
La sfârșitul secolului al XIX-lea, comuna făcea parte din plasa Nicorești a județului Tecuci, și era formată din satele Corod, Blânzi și Brătulești, având în total 4585 de locuitori ce trăiau în 926 de case. Existau în comună trei școli (una de băieți cu 128 de elevi și una de fete cu 27 de eleve, ambele la Corod; și una mixtă, cu 28 de elevi, dintre care o fată, la Blânzi); două mori cu aburi; și șapte biserici (cinci la Corod și câte una în celelalte sate). La acea dată, pe teritoriul actual al comunei mai funcționa, în plasa Corod a județului Tutova, și comuna Cărăpcești, formată din satele Cărăpcești și Tălpăoani, cu 567 de locuitori ce trăiau în 131 de case; existau și aici o școală primară de băieți și o biserică.
Anuarul Socec din 1925 consemna comuna Corod în aceeași plasă și cu aceeași alcătuire, având 6115 locuitori. Comuna Cărăpcești avea doar satul Cărăpcești și o populație de 733 de locuitori.
În 1950, comunele au fost transferate raionului Tecuci din regiunea Putna, apoi (din 1952) din regiunea Bârlad și (din 1956) din regiunea Galați; în acest timp, la un moment dat comuna Cărăpcești a fost desființată și satul ei arondat comunei Corod. În 1968, comuna Corod a trecut la județul Galați.

## Monumente istorice
Singurul obiectiv din comuna Corod inclus în Lista monumentelor istorice din județul Galați este o parte a sitului arheologic de interes național Valul lui Athanaric (secolele al II-lea–al IV-lea e.n.), situat pe teritoriul mai multor comune. 

## Demografie
Componența etnică a comunei Corod
     Români (96,07%)
     Alte etnii (0,03%)
     Necunoscută (3,9%)
Componența confesională a comunei Corod
     Ortodocși (95,92%)
     Alte religii (0,06%)
     Necunoscută (4,03%)
Conform recensământului efectuat în 2021, populația comunei Corod se ridică la 7.030 de locuitori, în scădere față de recensământul anterior din 2011, când fuseseră înregistrați 7.334 de locuitori. Majoritatea locuitorilor sunt români (96,07%), iar pentru 3,9% nu se cunoaște apartenența etnică. Din punct de vedere confesional, majoritatea locuitorilor sunt ortodocși (95,92%), iar pentru 4,03% nu se cunoaște apartenența confesională.

## Educație
În comună se găsesc trei școli gimnaziale în satul Corod, o școală gimnazială în Blânzi, o școală primară în satul Brătulești și o școală gimnazială în Cărăpcești.

## Economie și servicii publice
Există o centrală telefonică digitală cu peste 1200 de abonați precum și acoperire pentru telefonia mobilă prin rețelele Orange și Vodafone. Grădinițe sunt trei la Corod, una la Blânzi, una la Cărăpcești și una la Brătulești. Alte obiective importante ale comunei mai sunt: o circumscripție financiară, două dispensare umane - la Corod și Blânzi, deservite de trei medici (din care doi la Corod și unul la Blânzi), un cabinet stomatologic la Corod, un centru de permanență care deservește și comunele învecinate, două farmacii, patru biserici în Corod și câte una în celelalte sate. Mai există un Agromec cu brutărie (plus încă o brutărie particulară), trei mori la Corod, una la Blânzi, una la Brătulești, patru prese de ulei la Corod și una la Blânzi.

## Politică și administrație
Comuna Corod este administrată de un primar și un consiliu local compus din 15 consilieri. Primarul, Dumitru Tenie[*], de la Partidul Social Democrat, este în funcție din octombrie 2020. Începând cu alegerile locale din 2024, consiliul local are următoarea componență pe partide politice:
|  | Partid                          | Consilieri | Componența Consiliului | Componența Consiliului | Componența Consiliului | Componența Consiliului | Componența Consiliului | Componența Consiliului | Componența Consiliului | Componența Consiliului | Componența Consiliului | Componența Consiliului | Componența Consiliului |
|  | ------------------------------- | ---------- | ---------------------- | ---------------------- | ---------------------- | ---------------------- | ---------------------- | ---------------------- | ---------------------- | ---------------------- | ---------------------- | ---------------------- | ---------------------- |
|  | Partidul Social Democrat        | 11         |                        |                        |                        |                        |                        |                        |                        |                        |                        |                        |                        |
|  | Partidul Național Liberal       | 3          |                        |                        |                        |                        |                        |                        |                        |                        |                        |                        |                        |
|  | Alianța pentru Unirea Românilor | 1          |                        |                        |                        |                        |                        |                        |                        |                        |                        |                        |                        |

### Evoluție istorică
Primele date concrete sunt evidențiate în urma recensământului populației din 1912, când se înregistrează următoarele informații: Comuna Corod cu satele Corod, Blânzi și Brătulești se ridica la 4206 locuitori, din care 2124 bărbați și 2082 femei. Tot la aceeași dată satul Cărăpcești înregistra 770 locuitori, din care 358 bărbați și 412 femei. La recensământul din 1930 situația a fost următoarea: Corod - 3911, Blânzi - 648, Brătulești-355 și Cărăpcești - 799 persoane. Tot la aceeași dată, situația pe naționalități străine se prezenta astfel: șase unguri la Brătulești, trei unguri la Cărăpcești, cinci romi la Brătulești și trei romi la Corod. În 1941, recensământul populației indica următoarea statistică: Corod - 4573 locuitori, Blânzi - 784, Brătulești - 430. În 1943 avem în satul Corod 5049 locuitori, iar în satele Blânzi și Brătulești - 1217 locuitori. În 1946 în satul Corod se înregistra un număr de 4872 locuitori, de unde se vede o scădere a populației având drept cauză pierderile de vieți omenești din cel de al doilea război mondial. În 1956, rezultatele recensământului indicau următoarele date: Corod, comună și sat, număra 5437 locuitori din care 2644 bărbați și 2793 femei; Comuna Blânzi, cu satele Blânzi, Brătulești și Cărăpcești, număra - 2477 locuitori, din care 1210 bărbați și 1267 femei. În 1966 comuna Corod avea 8695 locuitori din care 6111 în satul Corod (3033 bărbați și 3078 femei) În 1974 comuna Corod avea în componență patru sate, cu un număr total de locuitori de 9620 din care satul Corod - 6650, Blânzi - 1230, Brătulești - 750 și Cărăpcești - 990. Din cele prezentate se desprinde concluzia că evoluția numerică a populației comunității a cunoscut de-a lungul timpului fluctuații semnificative datorate evenimentelor epocii: războaie, secetă etc. Un alt fenomen care a influențat efectivul populației a fost mișcarea migratoare, inițial de la sat spre oraș - în perioada colectivizării 1960-1962, și în sens invers: de la oraș spre sat - după anul 1995 ca urmare a pierderii locurilor de muncă a celor plecați la oraș. Perioada 1990-2000 se caracterizează printr-o ușoară tendință de revenire a unor familii de la oraș la sat ca urmare a disponibilizărilor din industrie, după care populația a scăzut din nou din cauza emigrației.